# Loping
Loping je treća od tri epohe perma.

## Poveznice
- Geološka razdoblja